# Simetría especular homológica
Simetría Especular Homológica es una conjetura matemática del ruso  Maxim Kontsevich donde se busca una explicación al fenómeno llamado simetría de espejo, estudiado por los físicos que se especializan en teoría de cuerdas. 

## Historia
Durante el Congreso Internacional de Matemáticos de 1994 en  Zürich,Kontsevich (1994) especuló que el fenómeno de simetría de espejo para un par de variedad de Calabi–Yau donde X y Y pueden explicarse como una equivalencia de una categoría triangular construida a partir de la  geometría algebraica de X (la categoría deribada de la gavilla coherente en X) y otra categoría triangular construida a partir de la  geometría simpléctica de Y (la llamada categoría Fukaya).
El Dr.Edward Witten originalmente conocido por la torción topológica de  N=(2,2), teoría de supersimetría de campo donde nombra los modelos A y B de las teorías de cuerdas topológicas. Estos modelos se refieren a superficies de Riemann en un objetivo, que por lo general son variaciones de Calabi–Yau. Mayormente se considera que las predicciones matemáticas de la simetría espejo están incrustadas en las equivalencias del modelo A en Y con el modelo B en su espejo en X.Cuando las superficies de Riemann tienen límite vacío, representan el "worldsheets" de cuerdas cerradas. En el caso de cuerdas abiertas, se tiene que introducir un contorno para preservar la supersimetría. En el modelo A, estas condiciones suelen venir en forma de subvariedades de Lagrange de Y con un poco de estructura adicional, normalmente llamada una estructura de membrana. En el modelo B, las condiciones de contorno representan subvariedades holomorfas de X con paquetes holomorfos de ellos. Estos objetos y sus condiciones son llamados membranas A y B respectivamente. Estos morfismos están dados por el espectro sin masa dee las cuerdas abiertas que se extienden entre dos membranas.
En los modelos de cuerdas cerradas A y B  solo se capturan una pequeña porción topológica de la cuerda completa, del mismo modo, las membranas de estos modelos son solo aproximaciones topológicas a los objetos dinámicos completos, es decir, D-membranas. 

## Diamante de Hodge
Las dimensiones hp,q de los espacios armónicos(p,q)-en su forma diferencial armónica se disponen convencionalmente en la forma llamada Diamante de Hodge. Para un campo de tres dimensiones, por ejemplo, el diamante de Hodge p y q que va de 0 a 3:
La simetría de espejo transforma las dimensiones de (p, q)-ésima forma diferencial hp,q para la variación original en  hn-p,q para el contador principal. Es decir, para cualquier variación Calabi–Yau el diamante de  Hodge no se modifica por la rotación de  π radianes y la rotación está relacionada por la rotación en π/2 radianes.

En el caso de una curva elíptica,donde se considera una dimensión múltiple de Calabi–Yau, el diamante de  Hodge se simplifica a la forma:

En el caso de la superficie llamada K3, donde vemos una variación Calabi–Yau de dos dimensiones, donde los números de Betti son {1, 0, 22, 0, 1}, el diamante de Hodge queda:
En el caso tres dimensional, usualmente llamado variación de Calabi–Yau, pasan variaciones muy interesantes.A veces hay pares de espejo, digamos M y W, que tienen diamantes simétricas Hodge cada uno a lo largo de la línea recta diagonal. 

Diamante de M':

Diamante de W':
M y  W corresponde a los modelos A y B de teoría de cuerdas. La simetría de espejo no solamente reemplaza las dimensiones homológicas sino también las estructuras simpléticas y estructuras de pares complejos, esto es, el origen de la simetría homológica de espejo.